# ناتان کاوالری
ناتان کاوالری (به انگلیسی: Nathan Cavaleri) (زادهٔ ۱۸ ژوئن ۱۹۸۲)، یک گیتاریست استرالیایی در سبک بلوز - راک است که در کودکی بازیگر نیز بوده‌است.

## زندگی
ناتان خیلی زود در سنین پایین فهمید که به سرطان خون مبتلاست؛ بنابراین به گیتار روی آورد تا این بیماری مهلک را فراموش کند، وی سرانجام توانست بر سرطان غلبه کند.
در شش سالگی دوباره شروع به نواختن گیتاری کرد که برای دستهای کوچکش مهیا شده بود، همچنان که برای فیلم پنجه‌ها این هنر خود را به نمایش گذاشت.
وی سه آلبوم با شرکت اپیک رکوردز منتشر کرده‌است. در حال حاضر رهبری گروه خود را با نام درتی شانکز (ساقه‌های چرکین) را بر عهده دارد و تکنیک‌های منحصربه‌فردش را در راه آن به کار می‌گیرد.

## فیلم‌شناسی
- فیلم پنجه‌ها (۱۹۹۷)
- کمپ ناکجاآباد (۱۹۹۴)

## کارهای موسیقی
```
*در گیر و دار گربه‌ها
```

- ناتان
- ساقه‌های چرکین: شهوت‌رانی